# 今泉洋 (俳優)
今泉 洋（いまいずみ ひろし、1928年4月30日 - 2002年7月）は、日本の俳優である。中部日本放送（現在のCBCラジオおよびCBCテレビ）の元アナウンサーから中部日本放送放送劇団1期生を経て、映画俳優に転身した。本名は池田 典雄（いけだ のりお）。

## 人物・来歴

### 放送劇から映画の世界へ
1928年（昭和3年）4月30日、東京府東京市（現在の東京都）に生まれる。
東京市滝野川区（現在の北区中里）にあった旧制中学校・聖学院中学校（現在の聖学院高等学校）に進学したが、在学中の1944年（昭和19年）前後の満16歳前後の時期に少年航空兵を志願し、日本統治時代の朝鮮に渡った。1945年（昭和20年）8月15日、第二次世界大戦の終戦を迎えた後は翌春に青山学院大学に入学した。1950年（昭和25年）12月15日に設立された中部日本放送にアナウンサーとして入社、同年に結成された中部日本放送放送劇団（劇団CBC）に第1期生として加入する。同期には大村一平、柳有（1923年 - 2004年）、井川則子、中村嘉奈子、のちに同局アナウンサーとして活躍した栗谷俊男 らがいた。同局は、1951年（昭和26年）9月1日、日本初の民放としてラジオ放送を開始、今泉はこの当日、同劇団が関わる放送劇『忘れ物』や『愛の贈り物』のほか、日本初の民間放送開始当日のプログラムのさまざまな番組に関わった。同局がテレビ放送を開始したのは1956年（昭和31年）12月1日であった。
同局の放送劇団に在籍中は多くの放送劇や番組に携わったが、その後、退団・退社して、テレビ映画等に出演する。記録に残るもっとも古い、同局以外の出演作は、フジテレビジョンの『東芝土曜劇場』第117回『期待と名づける』であり、同作は1961年（昭和36年）6月24日に放送された。満37歳になり、1965年（昭和40年）8月29日に公開された松竹配給による安藤昇の主演映画『血と掟』（監督湯浅浪男）に出演して、映画界にデビューした。1968年（昭和43年）には、『トラ・トラ・トラ!』（監督リチャード・フライシャー、舛田利雄、深作欣二）にキャスティングされたため、軍人スタイルに頭髪を丸めて待機していたが、クランクイン3週間後の同年12月24日、黒澤明の日本側監督降板が発表され、キャスティングはご破算になった。『日本映画俳優全集・男優編』の今泉の項を執筆した小田克也によれば、そのため「生活に窮して」、独立系成人映画を製作する新藤孝衛の青年芸術映画協会に入社したという。記録に残る最初の独立系成人映画への出演作は、上松宗夫が製作した『女子学生の記録 気絶』（監督村上伸）であり、同作は1969年（昭和44年）7月に公開されており、青年芸術映画協会での記録に残る最初の出演作は同年10月に公開された『覗かれた密室』（監督新藤孝衛）である。同年4月公開の『現代好色伝 テロルの季節』、同年9月公開の『ゆけゆけ二度目の処女』、翌1970年（昭和45年）1月公開の『理由なき暴行 現代性犯罪絶叫篇』、同年3月公開の『真昼の暴行劇』と若松孝二が監督した若松プロダクション作品に初期には立て続けに出演した。
1971年（昭和46年）には、同年3月31日 - 5月10日に群馬県内で連続的に起きた連続殺人事件の容疑者として同年5月14日に逮捕された大久保清の事件をモデルに小森白の東京興映が製作した成人映画『日本セックス縦断 東日本篇』（監督渡辺護）で主演に抜擢、大久保に当たる役を演じた。同作の撮影は同年6月には行われ、東京興映と新東宝興業（現在の新東宝映画）の共同配給により同年7月には公開され、大ヒットを記録した。小田克也は「敵役に定評あり」、同作の役の「印象を残す」と評す。のちに『未亡人下宿』シリーズで共演する久保新二も、今泉といえば同作の芝居であるという。いっぽう、同年3月に公開された同じく東京興映が製作した成人映画『脱がせて脱がせて大勝負』に出演、山本晋也の喜劇映画にも出演を開始する。1975年（昭和50年）7月1日に公開された『セミドキュメント 新・未亡人下宿』、1976年（昭和51年）1月8日に公開された『新・未亡人下宿 すぐ入れます』に出演、山本晋也の人気シリーズでいずれも「近藤質店の店主」を演じた。
1981年（昭和57年）11月に公開された『襲られた女』（監督高橋伴明）で好演し、1982年（昭和57年）に行われた第3回ズームアップ映画祭で助演男優賞を受賞した。満57歳になり、1985年（昭和60年）9月に公開『猟奇体験 夢性』（監督渡辺努）まではコンスタントに出演を続けたが、同作を最後に作品歴が途切れる。
2001年（平成13年）9月6日に公開された『フェリーの女 生撮り覗き』（監督荒木太郎）でナレーションを務め、健在ぶりを示したが、その後、1年も経たない2002年（平成14年）7月、死去した。満74歳没。久保新二は、今泉の死をずいぶん後に知り、2013年（平成25年）8月25日には「君は『未亡人下宿』を見たか? 名優たちを偲ぶ会」を開催し、前年に亡くなった堺勝朗、それ以前にすでに亡くなっている野上正義、たこ八郎、吉田純らとともに今泉の生前を偲んだ。

### 再評価
2006年（平成18年）6月24日 - 同年8月18日にラピュタ阿佐ヶ谷で行われた「ICHIRO ARAKI after dark 役者荒木一郎の魅力」の特集上映で、出演作『鏡の中の野心』（監督小林悟）が上映された。
2008年（平成20年）3月15日 - 同年4月4日にシネマヴェーラで行われた「若松孝二大レトロスペクティブ」の特集上映で、出演作『現代好色伝 テロルの季節』、『性家族』が上映された。2011年（平成23年）9月18日・19日に神戸映画資料館で行われた「第二の伝説 知られざる若松孝二」の特集上映で、出演作『真昼の暴行劇』が35mmフィルムの上映用プリントで上映された。
2012年（平成24年）8月10日 - 同16日、上野オークラ劇場が上映用プリントを復刻し、出演作『痴漢百年史』（監督山本晋也）を上映した。同年8月31日・9月1日に神戸映画資料館で行われた「小林悟 元祖独立プロ監督」の特集上映で、出演作『好色回春物語』（監督武田有生）が16mmフィルムの上映用プリントで上映された。2013年（平成25年）12月には新橋ロマン劇場で出演作『歓びの喘ぎ 処女を襲う』（監督高橋伴明）が上映された。同年には、京都の本町館で出演作『鞭と緊縛』（監督高橋伴明）が上映された。

## フィルモグラフィ
すべて「今泉洋」名義、「出演」である。東京国立近代美術館フィルムセンター（NFC）等の所蔵状況についても記す。

### 1960年代
- 『期待と名づける』 : 原作樹下太郎、脚本高久進、主演高橋昌也、製作フジテレビジョン、1961年6月24日放送（テレビ放送劇・東芝土曜劇場・第117回）
- 『銃口』 : 作茂木草介、主演内田稔、製作フジテレビジョン、1961年8月26日放送（テレビ放送劇・東芝土曜劇場・第126回） - 出演・「大野」役
- 『綱の切れるとき』 : 演出小林暁生、作鈴木新吾、主演山田昌、製作NHK、1961年9月6日放送（テレビ放送劇・テレビ劇場・「NHK脚本研究会」作品発表月間第1回）
- 『嵐の夜の真実』 : 原作井上友一郎、脚本神田典之・鳴子京太、主演川口敦子、製作フジテレビジョン、1961年9月23日放送（テレビ放送劇・東芝土曜劇場・第130回） - 出演・「弁護士」役
- 『裏側の絵』 : 作堂本正樹、主演大塚道子、製作フジテレビジョン、1961年11月18日放送（テレビ放送劇・東芝土曜劇場・第137回）
- 『現代愛』 : 演出中島寛、作寺田信義、主演根岸明美、製作東海テレビ放送、1961年11月25日放送（テレビ放送劇・夜の十時劇場・芸術祭参加作品）
- 『黄金峡』 : 演出小林暁生、原作城山三郎、脚本横光晃、主演早川保、製作NHK、1962年3月16日放送（テレビ放送劇・文芸劇場・第23回）
- 『五人の乗客』 : 演出中島寛、作竹内勇太郎、主演須賀不二夫、製作フジテレビジョン、1962年6月16日放送（テレビ放送劇・東芝土曜劇場・第167回）
- 『あすをつげる鐘』『南海の日本人王 山田長政』 : 作ふじたあさや、主演西川右近、製作NHK、1962年8月30日放送（テレビ放送劇）
- 『予報官』 : 演出鈴木基治、作木戸織男、主演鬼頭昭夫、製作NHK、1962年10月10日放送（テレビ放送劇・テレビ劇場）
- 『断層』 : 演出平松敏男、脚本新藤兼人、主演乙羽信子、製作東海テレビ放送、1962年11月13日放送（東京は1963年7月15日放送、テレビ放送劇・シャープ火曜劇場・第64回・芸術祭参加作品）
- 『おかあさん』第183回『美濃の石楠花』 : 演出伊藤隆、作高橋玄洋、主演阪口美奈子、製作中部日本放送、1963年5月2日放送（テレビ放送劇）
- 『血と掟』 : 監督・脚本湯浅浪男、原作・主演安藤昇、製作第7グループ事務所、配給松竹、1965年8月29日公開（成人映画・映倫番号 14062）
- 『人 能力 チーム・ワーク』 : 製作赤間武夫・金杉正弥、監督青野暉、主演浅見比呂志、製作日本ソノフィルム、1966年前後完成（産業映画） - 出演、28分の上映用ポジプリントをNFCが所蔵
- 『現代好色伝 テロルの季節』（『現代好色伝』） : 製作・企画・監督若松孝二、脚本出口出（小水一男）、主演江島祐子、製作若松プロダクション、配給葵映画、1969年4月公開（成人映画・映倫番号 不明）
- 『女子学生の記録 気絶』 : 製作上松宗夫、企画松田武美、監督村上伸、脚本市川聖司、主演田代ユリ・一星ケミ、製作上松プロダクション、配給日映、1969年7月公開（成人映画・映倫番号 不明）
- 『穴に賭ける』 : 監督品川照二、脚本渋谷民三、主演美川真紀、製作Gプロダクション、配給関東ムービー配給社、1969年8月公開（成人映画・映倫番号 15950）
- 『引き裂かれたブルーフィルム』 : 製作鈴木実、監督梅沢薫、脚本日野洸、主演桂奈美、製作朝倉プロダクション、配給国映、1969年8月公開（成人映画・映倫番号 不明）
- 『まくらの悪戯』 : 監督酒匂真直、主演珠瑠美、製作プロモーション企画、配給六邦映画、1969年9月公開（成人映画・映倫番号 16072）
- 『おんな情欲絵巻 必殺女斬り』 : 製作馬場内弘、企画竜実、監督福田晴一、脚本池田正一、主演小城かほり、製作・配給日本シネマ、1969年9月公開（成人映画・映倫番号 16079） - 出演、65分の上映用ポジプリントをNFCが所蔵
- 『ゆけゆけ二度目の処女』 : 製作・企画・監督若松孝二、脚本出口出（足立正生・小水一男）、主演小桜ミミ、製作・配給若松プロダクション、1969年9月公開（成人映画・映倫番号 不明）
- 『覗かれた密室』 : 製作原田博幸、監督新藤孝衛、脚本央辺理、主演園ひとみ、製作青年芸術映画協会、配給関東ムービー配給社、1969年10月公開（成人映画・映倫番号 16055）
- 『生体密猟地帯 生体解剖』 : 製作・企画・監督・脚本木俣堯喬、主演星島三郎・星リナ、製作・配給プロダクション鷹、1969年公開（成人映画・映倫番号 不明） - 出演・「牧師」役

### 1970年代
- 『理由なき暴行 現代性犯罪絶叫篇』 : 監督若松孝二、脚本坂部俊高、主演東城瑛・浅香なおみ、製作若松プロダクション、配給葵映画、1970年1月公開（成人映画・映倫番号 16192）
- 『真昼の暴行劇』 : 製作・企画・監督若松孝二、脚本出口出、主演芦川絵里・鏡勘平、製作若松プロダクション、配給日本シネマ、1970年3月公開（成人映画・映倫番号 16282） - 出演・「森本」役、67分の上映用ポジプリントをNFCが所蔵[3]・70分の上映用プリントが現存[24]
- 『肉体ハイジャック 殺しの前の快楽』 : 製作馬場内弘、企画竜実、監督梅沢薫、脚本・主演山本昌平、共演港雄一・谷身知子、製作・配給日本シネマ、1970年5月公開（成人映画・映倫番号 16423） - 出演、73分の上映用ポジプリントをNFCが所蔵
- 『好色回春物語』 : 監督武田有生、脚本中原圭司、主演白川和子、製作・配給葵映画、1970年6月公開（成人映画・映倫番号 不明） - 出演、69分の16mmフィルム版上映用プリントが現存[26]
- 『叛女・夢幻地獄』 : 監督足立正生、脚本出口出（足立正生）、主演谷身知子、製作・配給国映、1970年8月公開（成人映画・映倫番号 16380） - 出演・「松田」役
- 『危険な女沼』 : 製作・企画・監督・脚本木俣堯喬、主演浅川洋子、製作・配給大蔵映画、1970年8月公開（成人映画・映倫番号 16444） - 出演・「ブローカー宮脇」役
- 『牝猫ゲバルト』 : 監督木俣堯喬、脚本和泉聖治、主演一星ケミ、製作プロダクション鷹、配給ミリオンフィルム、1970年10月公開（成人映画・映倫番号 16475） - 出演、68分の上映用ポジプリントをNFCが所蔵
- 『あゝ!しびれる』（『ああ、しびれる』） : 製作馬場内弘、企画竜実、監督梅沢薫、脚本池田正一、主演関多加志・瀬川ルミ、製作・配給日本シネマ、1971年1月公開（成人映画・映倫番号 16634） - 出演・「大磯」役、73分の上映用ポジプリントをNFCが所蔵
- 『新手 女ぜめ裏表』 : 監督・脚本秋山駿、主演辰巳典子、製作・配給葵映画、1971年1月公開（成人映画・映倫番号 16653）
- 『脱がせて脱がせて大勝負』 : 製作清一世、企画黒井清次、監督山本晋也、原作・脚本原良輔、主演島江利子、製作・配給東京興映、1971年3月公開（成人映画・映倫番号 16706） - 出演、69分の上映用ポジプリントをNFCが所蔵
- 『ニッポン発情地帯』 : 監督小林悟、脚本神谷伸之・千葉隆志、主演杉村久美、製作・配給葵映画、1971年5月公開（成人映画・映倫番号 16778）
- 『のぞきのテクニック』（『覗きのテクニック』） : 製作馬場内弘、企画竜実、監督梅沢薫、脚本池田正一、主演真湖道代、製作・配給日本シネマ、1971年6月公開（成人映画・映倫番号 16827） - 出演、71分の上映用ポジプリントをNFCが所蔵
- 『日本セックス縦断 東日本篇』[3]（『ニッポンセックス縦断 東日本篇』[7]） : 企画清一世、監督渡辺護、脚本太田康（下田空・小栗康平）、共演磯香亜矢・桑山安里、製作東京興映、配給東京興映・新東宝興業、1971年7月公開（成人映画・映倫番号 不明） - 主演
- 『試し寝』 : 製作加賀天、企画竜実、監督梅沢薫、脚本池田正一、主演白川和子、製作・配給日本シネマ、1971年10月公開（成人映画・映倫番号 16931） - 出演、74分の上映用ポジプリントをNFCが所蔵
- 『性家族』 : 製作・企画矢元一行、監督若松孝二、脚本出口出（足立正生）、主演香取環、製作・配給国映、1971年12月公開（成人映画・映倫番号 不明） - 出演・「嵯峨栄」役
- 『女が匂う夜』 : 製作・企画槙直樹、監督・脚本加奈沢史郎、主演青山美沙、製作槙プロダクション、配給不明、1971年公開（成人映画・映倫番号 不明） - 出演・「大島」役、64分の上映用ポジプリントをNFCが所蔵
- 『濡れる柔肌』 : 製作・企画槙直樹、監督秋山駿、脚本池田正一、主演港雄一・杉村久美、製作槙プロダクション、配給不明、1971年公開（成人映画・映倫番号 不明） - 出演、69分の上映用ポジプリントをNFCが所蔵
- 『犯された草むら』 : 監督加奈沢史郎、脚本佐倉新二、主演桜マミ、製作加奈沢プロダクション、配給不明、1971年公開（成人映画・映倫番号 不明） - 出演、69分の上映用ポジプリントをNFCが所蔵
- 『続・ニッポン発情地帯』 : 監督小林悟、脚本小林悟・千葉隆志、主演宮下順子、製作・配給葵映画、1972年2月公開（成人映画・映倫番号 17014）
- 『残酷ポルノ 昭和猟奇犯罪実録』 : 監督・脚本小林悟、主演小川マリヤ、製作・配給葵映画、1972年3月公開（成人映画・映倫番号 不明）
- 『鏡の中の野心』 : 監督小林悟、原作戸川昌子、脚本松浦健郎、主演荒木一郎・堤杏子、製作東活プロダクション、配給松竹、1972年7月1日公開（成人映画・映倫番号 17257） - 出演・「室戸一(事務局長)」役、96分の上映用プリントが現存[22]
- 『(秘)女子高生 恍惚のアルバイト』 : 製作・企画・監督若松孝二、脚本出口出（足立正生・小水一男）、主演早川みゆき、製作若松プロダクション、配給東映、1972年9月6日公開（成人映画・映倫番号 17340）
- 『痴漢百年史』 : 監督山本晋也、主演桜マミ、製作・配給新東宝興業、1975年1月公開（成人映画） - 出演、2012年上野オークラ劇場が上映用プリントを復刻[25]
- 『あれの匂い』 : 監督松本千之、主演大空明子・一条輝香、製作田園プロダクション、配給松竹（東活）、1975年5月公開（成人映画）
- 『あれの悶え』 : 監督小林正敬、主演黒木みか・一条輝香、製作田園プロダクション、配給松竹（東活）、1975年6月公開（成人映画）
- 『セミドキュメント 新・未亡人下宿』 : 監督山本晋也、主演、製作ワタナベプロダクション、配給日活、1975年7月1日公開（成人映画） - 出演・「近藤質店の店主」役
- 『セミドキュメント 続・女体の神秘』 : 監督代々木忠、主演岡田レイナ、製作ワタナベプロダクション、配給日活、1975年7月23日公開（成人映画）
- 『ポルノ志願 熟れた果実』 : 監督稲尾実、主演茜ゆう子・四光マリ子、製作・配給新東宝興業、1975年9月公開（成人映画）
- 『強カンされた女』 : 監督小林悟、主演筧圭子・章文栄、製作和光映画、配給松竹（東活）、1975年9月公開（成人映画）
- 『実録 女高生集団売春』 : 監督若松孝二、主演橘ゆき、製作・配給新東宝興業、1975年10月公開（成人映画）
- 『新・未亡人下宿 すぐ入れます』 : 監督山本晋也、主演深見ジュン、製作ワタナベプロダクション、配給日活、1976年1月8日公開（成人映画） - 出演・「近藤質店の店主」役、66分の原版が現存・にっかつがデジタル配信
- 『色道』（いろのすすめ） : 監督大杉虎、主演江の島ルビ、製作・配給新東宝興業、1976年2月公開（成人映画） - 主演
- 『変態暴行者』 : 監督左次郎、主演久我美穂子、製作田園プロダクション、配給松竹（東活）、1976年4月20日公開（成人映画）
- 『新怪談色欲外道 お岩の怨霊四谷怪談』 : 監督小川卓寛、主演乱孝寿、製作・配給大蔵映画、1976年5月29日公開（成人映画） - 出演・「山本」役
- 『残酷縛絵伝奇』（改題『谷ナオミ 縛り責め』、ビデオ題『残虐の女拷問』） : 監督山本晋也、脚本荒井青、主演谷ナオミ、製作・配給新東宝興業、1976年8月公開（成人映画） - 出演・「上岡蓮枝」役、59分の上映用ポジプリントをNFCが所蔵・64分の原版が現存・『残虐の女拷問』題で新東宝映画がデジタル配信
- 『悪徳医 堕胎』 : 監督山本晋也、主演星亜也子・中野リエ、製作ワタナベプロダクション、配給日活、1976年11月3日公開（成人映画）
- 『私は誘拐されました 女体実験室』（『私は誘拐されました 女体実験』） : 監督東元薫、主演仁科鳩美、製作ユニバースプロモーション、配給東映セントラルフィルム、1977年3月12日公開（成人映画・映倫番号 18530）
- 『日本残虐女拷問』（改題『日本女拷問』『緊縛縄地獄』） : 監督山本晋也、脚本中村幻児、主演南ゆき、製作・配給新東宝興業、1977年5月公開（成人映画） - 出演・「参議黒田」役、『日本残虐女拷問』題で67分の上映用ポジプリントをNFCが所蔵
- 『女高生の遊戯』 : 監督渡辺護、主演三田恵子、製作ユニバースプロモーション、配給東映セントラルフィルム、1977年5月21日公開（成人映画・映倫番号 19078）
- 『日本御禁制 女人売買』 : 監督若松孝二、主演沢木ミミ・国分二郎、製作・配給新東宝興業、1977年8月公開（成人映画）
- 『セミドキュメント 観光バス濡れ濡れジャック』 : 監督久我剛、主演野上正義・北沢万里子、製作ワタナベプロダクション、配給日活、1977年12月10日公開（成人映画）
- 『暴虐女拷問』 : 監督若松孝二、主演野上正義・中野リエ、製作・配給新東宝興業、1978年1月公開（成人映画） - 主演
- 『レズビアン地獄』（『レスビアン地獄』） : 監督岡本愛、主演北乃魔子、製作ユニバースプロモーション、配給東映セントラルフィルム、1978年6月24日公開（成人映画・映倫番号 19458）
- 『衝撃!縄夫人』 : 監督東元薫、主演北乃魔子、製作ユニバースプロモーション、配給東映セントラルフィルム、1978年7月22日公開（成人映画）
- 『七人の刑事』第28回『哀しきチェイサー』 : 演出久世光彦、脚本栗本薫、主演芦田伸介、ゲスト主演沢田研二、製作TBSテレビ、1978年11月24日放送（テレビ放送劇）
- 『痴漢横丁女子寮前』 : 監督代々木忠、主演杉佳代子、製作ワタナベプロダクション、配給にっかつ、1978年12月2日公開（成人映画）
- 『夜のOL日記 肉人形』 : 監督東元薫、主演東裕里子、製作獅子プロダクション、配給東映セントラルフィルム、1979年2月10日公開（成人映画）
- 『鞭と緊縛』（むちとしばり） : 監督高橋伴明、主演岡尚美・日野繭子、製作・配給新東宝興業、1979年3月公開（成人映画） - 出演、上映用プリントが現存[28]
- 『現代性犯罪 暴行監獄』 : 監督若松孝二、主演山谷初男・中野リエ、製作新東宝映画、配給新東宝興業、1979年5月公開（成人映画）
- 『女子学生 真夜中の授業』 : 監督梅沢薫、主演青木奈美、製作国映、配給新東宝興業、1979年5月公開（成人映画）
- 『制服脅迫犯し』 : 監督中山潔、主演加倉井和也・谷口香織、製作・配給新東宝興業、1979年6月公開（成人映画）
- 『夫婦縄』（めおとなわ、『夫婦繩』） : 監督梅沢薫、主演野上正義・浜崎マヤ、製作獅子プロダクション、配給東映セントラルフィルム、1979年6月9日公開（成人映画・映倫番号 19797）
- 『売春グループ 欲情する人妻』 : 監督中村幻児、主演渚りな、製作ワタナベプロダクション、配給にっかつ、1979年7月21日公開（成人映画）
- 『スキャンダル 悦楽の肌』 : 監督・脚本高橋伴明、主演三条まゆみ、製作電映商事、配給にっかつ、1979年9月8日公開（成人映画）
- 『性犯魔』 : 監督小川和久、主演杉佳代子、製作・配給大蔵映画、1979年9月11日公開（成人映画）
- 『ワイセツ?看護婦寮』 : 監督小川和久、主演三条まゆみ、製作・配給大蔵映画、1979年11月1日公開（成人映画）
- 『猟奇薔薇化粧』 : 企画・製作大井武士、監督大野裕司、助監督滝田洋二郎、主演ティミー杉本、製作獅子プロダクション、配給東映セントラルフィルム、1979年11月10日公開（成人映画） - 出演・「総一郎」役

### 1980年代
- 『快楽人形』 : 監督梅沢薫、主演風間舞子、製作獅子プロダクション、配給東映セントラルフィルム、1980年1月公開（成人映画）
- 『噂の女 朝まで抱いて』 : 監督高橋伴明、主演風間舞子、製作現代映像企画、配給にっかつ、1980年3月1日公開（成人映画）
- 『覗きで開く』 : 監督小林悟、主演高木マヤ、製作東活、配給松竹、1980年3月18日公開（成人映画）
- 『S・M決定版 鎖と牝犬』 : 製作大井武士、監督宗豊、主演笹木ルミ、製作獅子プロダクション、配給東映セントラルフィルム、1980年3月22日公開（成人映画）
- 『悶絶飛行 肉唇』 : 監督高橋伴明、脚本水谷俊之・高橋伴明、主演朝霧友香、製作プロダクション千鳥と宝石、配給にっかつ、1980年5月31日公開（成人映画）
- 『女教師 覗かれた暴行現場』 : 監督井筒和生、脚本西岡琢也、主演港まゆみ、製作小川企画プロダクション、配給大蔵映画、1980年6月21日公開（成人映画）
- 『聖少女拷問』 : 監督若松孝二、主演島明美、製作若松プロダクション、配給新東宝興業、1980年7月公開（成人映画）
- 『密室連続暴行』 : 監督若松孝二、主演島明海、製作・配給新東宝興業、1981年2月公開（成人映画）
- 『女医の下半身 悶絶地獄』 : 製作大井武士、監督梅沢薫、主演青野梨魔、製作獅子プロダクション、配給東映セントラルフィルム、1981年3月21日公開（成人映画・映倫番号 110374）
- 『直撃!凌辱史』 : 監督宗豊、主演萩尾なおみ、製作獅子プロダクション、配給東映セントラルフィルム、1981年5月23日公開（成人映画・映倫番号 110454）
- 『襲られた女』 : 監督高橋伴明、脚本高橋伴明・米田彰、主演忍海よしこ、製作高橋プロダクション、配給ミリオンフィルム、1981年11月公開（成人映画） - 出演、67分の上映用ポジプリントをNFCが所蔵
- 『歓びの喘ぎ 処女を襲う』 : 監督高橋伴明、主演下元史朗・山地美貴、製作高橋プロダクション、配給新東宝興業、1981年12月公開（成人映画） - 出演、上映用プリントが現存[27]
- 『ピンクギャル 華麗なる変態』 : 監督大野裕司、主演藤尚美、製作獅子プロダクション、配給東映セントラルフィルム、1982年2月20日公開（成人映画・映倫番号 110722）
- 『TATTOO＜刺青＞あり』 : 監督高橋伴明、脚本西岡琢也、主演宇崎竜童、製作国際放映・高橋プロダクション・ATG、配給ATG、1982年6月5日公開（映倫番号 110749）
- 『団鬼六 蒼いおんな』 : 監督藤井克彦、原作団鬼六、脚本桂千穂、主演志麻いづみ、製作・配給にっかつ、1982年8月28日公開（成人映画・映倫番号 110832） - 出演・「大河内徳兵衛」役、上映用プリントが現存
- 『穴の香り』 : 監督小林悟、共演東ユリ・外崎文男、製作東活、配給松竹、1982年10月公開（成人映画） - 主演
- 『銀行OL 肉体口座』 : 監督宗豊、主演未次真三郎・聖ミカ、製作獅子プロダクション、配給東映セントラルフィルム、1982年10月30日公開（成人映画・映倫番号 110947）
- 『強漢御礼』 : 監督小林悟、共演加山理沙・原田薫、製作東活、配給松竹、1983年1月公開（成人映画） - 主演
- 『予告暴行 犯る!刺す!』 : 監督・脚本片岡修二、主演麻生うさぎ、製作獅子プロダクション、配給東映セントラルフィルム、1983年2月26日公開（成人映画）
- 『太股は昼開く』 : 監督八木沢修、主演中悠子・章文栄、製作東活、配給松竹、1983年2月公開（成人映画）
- 『激しいあえぎ』 : 監督飯泉大、主演河井憂樹、製作飯泉プロダクション、配給大蔵映画、1983年公開・1988年4月再公開（成人映画・映倫番号 不明） - 出演、1988年再公開『激しいあえぎ』題の58分の上映用プリントをNFCが所蔵
- 『(襲)処女タレント』 : 監督伊藤秀裕、主演麻木未央、製作・配給にっかつ、1984年11月23日公開（成人映画・映倫番号 111620）
- 『男舘に夜叉が居る』 : 監督堺勝朗、主演久須美欽一・久保新二、製作・配給ENKプロモーション、1984年12月公開（成人映画） - 主演
- 『美女SMテクニック』 : 監督飯泉大、主演伊藤清美、製作国映、配給新東宝興業、1985年1月公開（成人映画・映倫番号 111647） - 出演、62分の上映用プリントをNFCが所蔵
- 『美女 猟色好奇心』 : 監督渡辺努、主演早坂明記、製作植村プロダクション、配給ミリオンフィルム、1985年4月公開（成人映画） - 出演・「石川三郎」役
- 『ザ・SM 緊縛テクニック』 : 監督三浦伸治、主演織田倭歌、製作・配給ミリオンフィルム、1985年5月公開（成人映画）
- 『猟奇体験 夢性』 : 監督渡辺努、主演更科詩子、製作・配給ミリオンフィルム、1985年9月公開（成人映画）
- 『裏ビデオONANIE 密戯』（『裏ビデオONANIE 遊戯』） : 監督北沢幸雄、主演岸本かおる、製作飯泉プロダクション、配給新東宝映画、1988年9月10日公開（成人映画・映倫番号 112787） - 出演、59分の上映用ポジプリントをNFCが所蔵
- 『フェリーの女 生撮り覗き』 : 監督荒木太郎、脚本瀬々敬久、主演中川真緒、製作多呂プロ・関根プロダクション、配給オーピー映画、2001年9月6日公開（成人映画・映倫番号 116158） - ナレーション